# Karolin Dubberstein
Karolin Dubberstein (* 22. November 1989 in Solingen) ist eine deutsche Schauspielerin und Model.

## Leben
Karolin Dubberstein verkörperte von 1999 bis 2008 die Rolle der Irina Winicki in der Serie Lindenstraße. Vor Antritt dieser Rolle war Karolin Dubberstein als Model für verschiedene Modekataloge sowie für die Igedo Modemesse tätig.
Sie lebt mit ihrer Familie im Bergischen Land.